# Aleksandar Tsankov

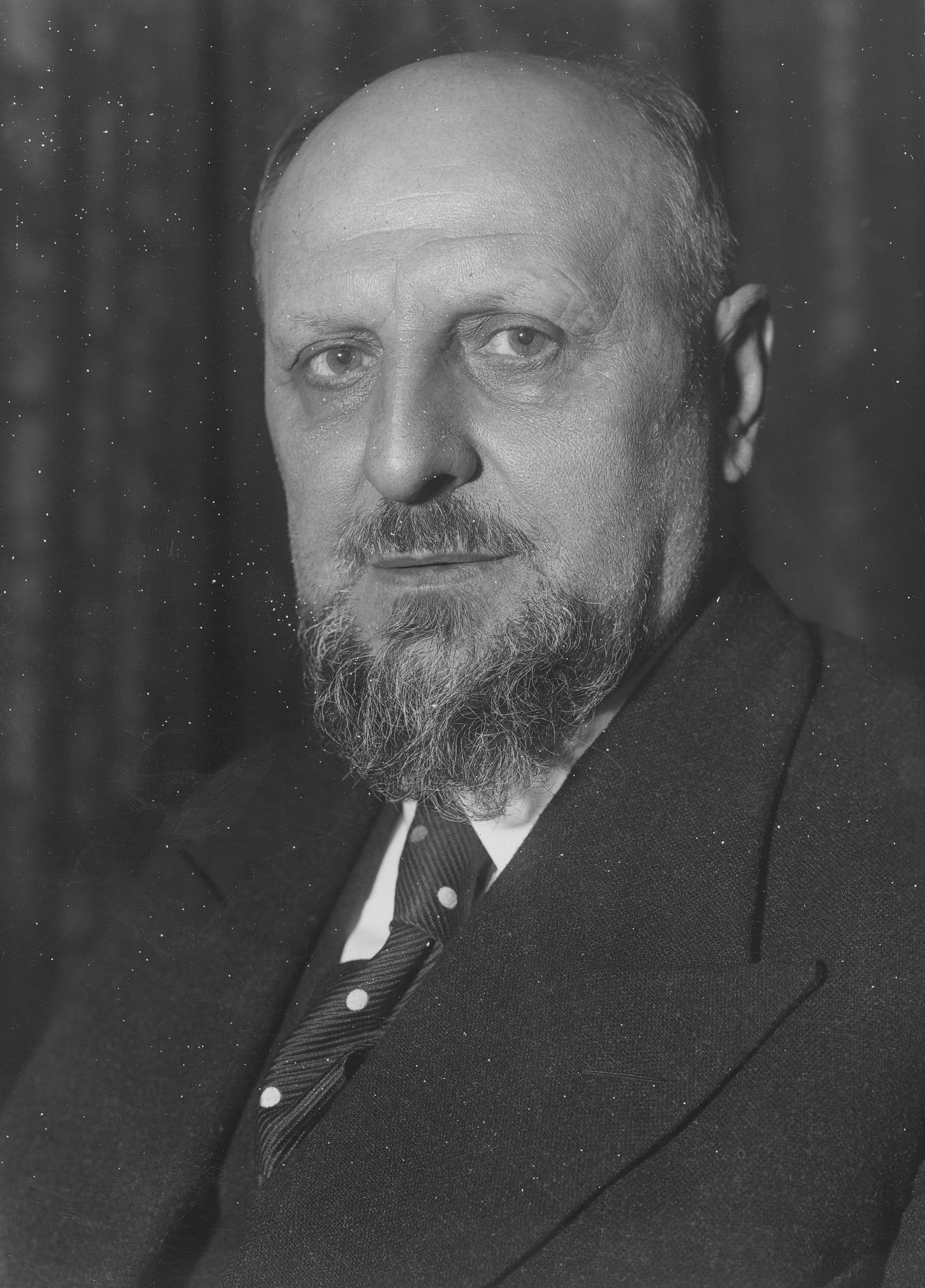
Aleksandar Tsankov

Aleksandar Tsolov Tsankov (Bulgaars: Александър Цолов Цанков) (Orjachovo, 29 juni 1879 - Buenos Aires, 17 juli 1959) was een Bulgaars fascistisch, later nationaalsocialistisch politicus. Tsankov was hoogleraar in de economie aan de Universiteit van Sofia. Tsankov werd na de staatsgreep van de Militaire Liga in juni 1923, minister-president van de regeringscoalitie 'Nationale Alliantie.' Tsankov werd de eerste fascistische georiënteerde premier in Europa buiten Italië. Hij zette het leger in om een communistische opstand (september 1923) te onderdrukken. Hoewel deze opstand vrij simpel werd onderdrukt, lukte het Tsankov niet om de orde in het land te herstellen. 
In 1925 werd er een bomaanslag gepleegd op de hele ministersploeg, inclusief Tsankov, toen zij een kerkdienst bijwoonden. De bomaanslag in de Sveta Nedeliakathedraal in Sofia was het werk van de communisten. Na deze aanslag brak de 'witte terreur' aan: Tsankov gaf de regering volmachten om communisten en aanhangers van de linkse Bulgaarse Agrarische Nationale Unie (BANU) te terroriseren en op te pakken. De Macedonische terroristen kregen eveneens de vrije hand om terreurdaden te plgen. Tsankov werd in 1926 vervangen door Andrei Liapchev.
Aleksandar Tsankov richtte in 1932 de Nationaal Socialistische Beweging op, de eerste serieuze fascistische/nationaalsocialistische groep in Bulgarije. De Nationaal Socialistische Beweging werd steeds meer een imitatie van Hitlers nazipartij. Na de militaire staatsgreep van de Militaire Liga en Zveno ('De Schakel') in mei 1934, werd de Nationaal Socialistische Beweging buiten de wet gesteld. 
Na de val van de pro-Duitse regering en de pro-geallieerde staatsgreep van het Vaderlands Front in september 1944 vormde Tsankov in Duitsland een Bulgaarse fascistische regering in ballingschap. Later dat jaar vluchtte hij echter naar Argentinië.
- Bibliothèque nationale de France: cb165967243 (data)
- Gemeinsame Normdatei: 121868699
- International Standard Name Identifier: 0000 0001 1035 8186
- Library of Congress Control Number: n00024252
- Nationale Bibliotheek van Tsjechië: js2010562752
- Système universitaire de documentation: 188480110
- Virtual International Authority File: 3338934
- WorldCat: E39PBJdMhQbqDWxBcDYh8R8Hmd